# Sk8er Boi
"Sk8er Boi" (đọc là "Skater Boy") là một bài hát của nữ ca sĩ kiêm nhạc sĩ sáng tác bài hát người Canada Avril Lavigne, nằm trong album phòng thu đầu tay của cô, Let Go (2002). Sau khi ký hợp đồng với hãng thu âm Arista Records, Lavigne hợp tác cùng đội ngũ The Matrix để sáng tác "Sk8er Boi" dựa trên cảm hứng từ thời trung học của cô. "Sk8er Boi" là một bài hát thuộc thể loại pop punk pha trộn với nhiều âm hưởng thể loại khác. Nội dung kể về một cô gái vũ công ba lê từ chối một chàng trai trượt ván vì cô không chấp nhận kỳ thị xã hội gắn liền với tiểu văn hóa của anh. Cuối cùng, cô gái đã hối hận sau khi chứng kiến chàng trai đó trở thành ngôi sao nhạc rock.
Sau cuộc tranh luận nội bộ, Arista đồng ý phát hành "Sk8er Boi" làm đĩa đơn thứ hai cho Let Go bằng cách đưa lên các đài phát thanh tại Hoa Kỳ vào ngày 9 tháng 9 năm 2002. Bài hát đạt hạng 10 trên bảng xếp hạng Billboard Hot 100 và được RIAA chứng nhận đĩa 3× Bạch kim. "Sk8er Boi" còn vươn lên top 10 bảng xếp hạng âm nhạc hoặc được chứng nhận đĩa Bạch kim ở các quốc gia nói tiếng Anh khác như Úc, Canada, New Zealand, Ireland, Scotland và Anh Quốc. "Sk8er Boi" nhận về nhiều đánh giá hoan nghênh từ các ấn phẩm đương thời và sau này. Giới phê bình ca ngợi năng lượng trẻ trung của bài hát và sức hấp dẫn của Lavigne đối với các khán giả trẻ.
Francis Lawrence phụ trách đạo diễn video âm nhạc của "Sk8er Boi", công chiếu trên Total Request Live của MTV vào ngày 22 tháng 8 năm 2002. Nội dung MV tập trung vào một buổi hòa nhạc ngẫu hứng của Lavigne tại một ngã tư ở thành phố Los Angeles. MV "Sk8er Boi" nhận về một đề cử Video pop xuất sắc nhất tại giải Video âm nhạc của MTV năm 2003. "Sk8er Boi" góp mặt trong danh sách tiết mục của toàn bộ chuyến lưu diễn lớn do nữ ca sĩ chủ trì. Bài hát từng được nhiều nghệ sĩ cover hoặc sử dụng trong các chương trình truyền hình và trò chơi điện tử. "Sk8er Boi" được đề cử giải Grammy cho trình diễn giọng rock nữ xuất sắc nhất tại lễ trao giải thường niên lần thứ 45.

## Bối cảnh và phát hành
Tháng 11 năm 2000, nữ ca sĩ người Canada Avril Lavigne ký hợp đồng với hãng thu âm Arista Records của Antonio "L.A." Reid và bắt tay cùng nhiều nhà sản xuất âm nhạc để sản xuất album phòng thu đầu tay Let Go, phát hành vào năm 2002. Cô hợp tác với đội ngũ nhà sản xuất âm nhạc The Matrix gồm Lauren Christy, Scott Spock và Graham Edwards để sáng tác và sản xuất 10 bài hát cho album. Trong buổi họp đầu tiên, nữ ca sĩ từ chối các bản sáng tác pop của The Matrix và yêu cầu họ làm các bản nhạc rock. Đêm hôm đó, Lavigne cùng đội ngũ sáng tác "Complicated". Không bao lâu sau, họ sáng tác tiếp "Sk8er Boi" và "I'm with You" trong những buổi làm việc tại phòng thu âm.
Lavigne sáng tác "Sk8er Boi" trong phòng thu âm Decoy Studios tại Valley Village, California cùng The Matrix, dựa trên cảm hứng từ rất nhiều cặp đôi mà cô đã chứng kiến trong trường trung học và cách họ đối xử với nhau và cô từng là một dân trượt ván. Nữ ca sĩ cho biết cô pha chất giọng "hơi nữ tính" vào bài hát là vì bản thân từng mê mẩn những chàng trai trượt ván lẫn các ngôi sao nhạc rock. The Matrix đảm nhận toàn bộ khâu sản xuất, biên khúc, thu âm và bổ sung giọng hát cho "Sk8er Boi" với sự hỗ trợ từ Femio Hernandez. Corky James và Victor Indrizzo lần lượt biểu diễn guitar và trống cho bài hát. Nhà sản xuất Mark Howard phụ trách thu âm phần trống cho "Sk8er Boi" tại Real Music Studios phía Los Angeles, California, còn kỹ sư Tom Lord-Alge thì phối trộn âm thanh bài hát tại South Beach Studios phía Miami, Florida. Lavigne lựa chọn biểu tượng chủ đạo của "Sk8er Boi" là hình ngôi sao và lấy nhan đề bài hát là tên cách điệu của "Skater Boy".
Sau thành công thương mại của đĩa đơn mở đường "Complicated", "Sk8er Boi" được chọn phát hành làm đĩa đơn tiếp theo từ Let Go với mục tiêu chinh phục đối tượng thanh thiếu niên. Tuy nhiên, nội bộ hãng đĩa Arista đã có một cuộc tranh luận tương tự như "Complicated", khi họ lo rằng "Sk8er Boi" có thể không phù hợp đối với những người thưởng thức âm nhạc nghiêm túc. Quản lý của Lavigne, Terry McBride thuộc Nettwerk Music Group, giải quyết vấn đề này bằng cách chứng minh rằng "Sk8er Boi" giúp Lavigne trở thành một nghệ sĩ khác biệt. Cuối cùng, Arista đồng ý phát hành "Sk8er Boi" làm đĩa đơn thứ hai cho Let Go, bằng cách đưa bài hát lên các đài phát thanh mainstream, hit đương đại và hot adult contemporary tại Hoa Kỳ vào ngày 9 tháng 9 năm 2002. Ngày 11 tháng 3 năm 2003, đĩa đơn DVD hai mặt "I'm with You"/"Sk8er Boi" được phát hành, trong đó tặng kèm bộ báo chí điện tử và bộ sưu tập ảnh. Năm 2022, "Sk8er Boi" được remaster phần phối khí và phát hành trong bản kỷ niệm 20 năm album Let Go. Ca khúc mặt B "Get over It" từng nằm trong bản CD của bài hát cũng được phát hành trên nền tảng số. Bản remaster của "Sk8er Boi" còn xuất hiện trong album tuyển tập Greatest Hits của Lavigne, phát hành vào năm 2024.

## Nhạc và lời
"Sk8er Boi" là một bài hát thuộc thể loại pop punk. Việc phân thể loại ca khúc này từng là một đề tài tranh luận sôi nổi bởi nhiều người thắc mắc bài hát thuộc pop hay punk. Sau khi "Sk8er Boi" được phát hành lên đài phát thanh punk, nhiều người cuồng thể loại này đã vội tắt đi mỗi khi ca khúc này được phát thanh với ý kiến trái chiều rằng "cô ấy không thực sự theo dòng nhạc punk." Ngoài ra, các nhà phê bình còn phân "Sk8er Boi" thuộc nhiều thể loại khác nhau chẳng hạn như skate punk, punk rock, pop rock, alternative rock, rock and roll, new wave và power pop. Lavigne cho rằng bài hát thiên về thể loại rock nhiều hơn pop. "Sk8er Boi" sử dụng hợp âm guitar "nouveau-punk" (punk kiểu mới) theo Rolling Stone, gồm các hợp âm chính như D5 (Rê năm), A5 (La năm), B5 (Si năm), B♭5 (Si giáng năm), C5 (Đô năm), F5 (Fa năm) và D♭5 (Rê giáng năm).
Câu chuyện của "Sk8er Boi" kể về một cô gái múa ba lê xinh đẹp từ chối một chàng trai trượt ván vì cô không chấp nhận kỳ thị xã hội gắn liền với tiểu văn hóa của anh, lo sợ bạn bè cô sẽ nghĩ không tốt nếu họ nhìn thấy mối quan hệ giữa cô và anh. Lavigne sử dụng nghệ thuật đối lập giới tính và địa vị ngay từ phân đoạn đầu tiên nhằm tạo bối cảnh cho câu chuyện buồn của bài hát. Các điệp khúc của "Sk8er Boi" tuy khác nhau nhưng đều bắt đầu bằng hai câu giống nhau: "He was a skater boy / She said 'see you later boy.'" 5 năm sau, chàng trai trở thành một ngôi sao nhạc rock nổi tiếng. Lúc đó, cô gái ngỡ ra được lý do cô quá xem nhẹ chàng trai ấy ngay từ đầu do chỉ dựa vào ngoại hình và lời ra tiếng vào từ bạn bè cô mà cho rằng anh không tốt với cô. Thành thử ra bây giờ, cô gái phải ở nhà chăm con và lặng nhìn anh trình diễn trên kênh MTV. Lavigne phá vỡ bức tường thứ tư, tưởng tượng chính cô là người may mắn có được mối tình mới cùng ngôi sao nhạc rock qua điệp khúc cuối: "I'm with the skater boy / I said, 'See you later, boy / I'll be backstage after the show / I'll be at a studio / Singing the song we wrote / About a girl you used to know.'" Nữ ca sĩ bàn về thông điệp của "Sk8er Boi" rằng là "hãy luôn sống thật với chính mình", song học giả Mark D. Pepper từ tập san The Journal of Popular Culture bảo rằng trên thực tế, "bạn chỉ có thể trở thành chính mình khi người khác cũng nghĩ đến và quan tâm đến bản thân bạn."

## Đánh giá chuyên môn

### Đương thời
"Sk8er Boi" nhận về sự hoan nghênh từ giới chuyên môn và các nhà báo đương thời. Qua bài hát, họ ca ngợi năng lượng trẻ trung và sức hấp dẫn của Lavigne đối với các khán giả trẻ. Một số ấn phẩm chọn "Sk8er Boi" là ca khúc tiêu biểu trong Let Go. Nick Reynolds của BBC ca ngợi âm nhạc của bài hát là choáng ngợp dễ đọng lại trong tâm trí, đoạn điệp khúc của "Sk8er Boi" là "tuyệt vời", và so sánh cốt truyện được kể lại một "khéo léo và thông minh" trong bài hát với một tập phim Buffy the Vampire Slayer. Tương tự, Pat Blashill của Rolling Stone phát biểu rằng "Sk8er Boi" sở hữu chất nhạc bứt phá hơn nhiều so với âm nhạc chủ đạo pop rock của Let Go. Anh gọi bài hát là khoảnh khắc đặc trưng năm 17 tuổi của Lavigne và ca ngợi giọng hát của cô mạnh mẽ đến mức "có khả năng kích hoạt báo động ô tô cách vài dãy nhà trong thành phố." Spin khuyến khích tải bài hát và gọi đây là một ca khúc được viết lại từ "Superstar" (1971) của The Carpenters cho những thí sinh tham gia American Idol.
Nhiều nhà phê bình khen ngợi những cảm xúc mới lớn và tính gần gũi của "Sk8er Boi", chẳng hạn như John Perry từ Blender phát biểu rằng "lời bài hát ngây thơ nhưng dễ thương." People bảo rằng Lavigne tiếp cận khán giả trẻ bằng "bằng phong cách punk quyến rũ trong những ca khúc trẻ trung" như "Sk8er Boi". Chuck Taylor từ Billboard đánh giá cao chất liệu sôi động của bài hát dễ đưa người nghe vào phong thái gật đầu theo từng nhịp nhạc. Tương tự, "Sk8er Boi" còn được hai nhà báo Lindsay Merwin của Reading Eagle và John Young của Pittsburgh Post-Gazette đánh giá là dễ được mọi người hát theo. Tạp chí Music Week khẳng định "Sk8er Boi" chắc chắn sẽ mang lại cho Lavigne nhiều danh tiếng hơn với giới trẻ, sau cú thành công vang dội đến từ "Complicated". Todd Martens viết cho Billboard gọi "Sk8er Boi" là "thánh ca nhạc punk", Mark Sutherland của The Times gọi đây là "thánh ca thanh thiếu niên", còn Sarah Boden của The Observer thì ví "Sk8er Boi" là một "thánh ca trượt ván thân thiện với đài phát thanh".
Một số cây viết để ý sức ảnh hưởng của "Sk8er Boi" trong âm nhạc, như Boden khẳng định đây là ca khúc đã đưa Lavigne lên vị thế "siêu sao toàn cầu". Bên cạnh "Complicated", David A. Keeps từ tạp chí W tán dương "Sk8er Boi" đã định nghĩa nên "tuổi mới lớn của thế kỷ 21" là sự kết hợp giữa "ngây thơ và tinh tế". Nandini D'Souza cùng tạp chí khen ngợi bài hát đã đem đến một làn sóng mới trong công nghiệp âm nhạc, trái ngược với xu thế gợi cảm từ những nghệ sĩ nhạc pop đi trước. Các chuyên gia còn bàn bạc hoặc phê bình những khía cạnh khác của "Sk8er Boi", như Tom Gatti của The Times để ý bài hát vừa kể về "câu chuyện chiến thắng của người trượt ván" vừa "ca ngợi nỗi đau khổ của những bà mẹ đơn thân" một cách kỳ lạ. Caroline Sullivan từ The Guardian ví "Sk8er Boi" mang phong cách của ban nhạc Blondie trong khi cùng tờ báo, Andrew Mueller phê bình bài hát nghe buồn chán còn hơn "đi ăn một bữa với thực đơn chuỗi bốn món toàn là xà lách". Christina Saraceno của AllMusic cũng khen ngợi "Sk8er Boi" mang giai điệu tuyệt vời, song nhà phê bình này chỉ trích bài hát còn thiếu sót rất nhiều về mặt ca từ.

### Đánh giá sau này
"Sk8er Boi" là một bài hát mang tính định nghĩa trong sự nghiệp của Lavigne, giúp cô khẳng định chính mình không phải là một one-hit wonder. Giới chuyên môn sau này vẫn dành lời khen cho giai điệu sôi động của bài hát, đoạn hook tập trung vào chủ đề và những đoạn riff dễ nhận biết. Những yếu tố này không chỉ góp phần giúp cho "Sk8er Boi" trở thành một thánh ca hát theo đối với đông đảo khán giả, mà còn giúp Lavigne có thể cạnh tranh ngang hàng với những nghệ sĩ punk nam giới, trong khi vẫn giữ được cá tính riêng. Viết bài tái đánh giá Let Go cho Stereogum, James Rettig ca ngợi câu chuyện giữa cặp đôi giàu–nghèo của "Sk8er Boi" kèm theo plot twist không chỉ hoàn toàn có thể dựng thành một bộ phim điện ảnh mà còn là "một sự điều chỉnh" cho công nghiệp âm nhạc teen pop vốn đã bị tình dục hóa quá mức vào đầu những năm 2000. Jamieson Cox của Pitchfork nhấn mạnh rằng "Sk8er Boi" là Lavigne lúc "máu lửa nhất" với phong cách kể chuyện của bài hát được diễn đạt bằng những ẩn dụ lãng mạn quen thuộc trong bối cảnh trường trung học. Nhà phê bình so sánh bài hát có nét giống với đĩa đơn "You Belong with Me" sau này của nữ ca sĩ Taylor Swift.
Giới chuyên môn sau này vẫn ca ngợi tính mới mẻ trong âm nhạc của "Sk8er Boi" và gọi đây là một chuẩn mực văn hóa đầu thập niên 2000. Cây bút Harrison Brocklehurst của The Tab mô tả bài hát là vượt thời gian và mang tính dân gian trong kể chuyện, gây được tiếng vang với cả người nghe thế hệ Millennials và thế hệ Z tựa như "Love Story" của Swift. Jacob Uitti từ American Songwriter hồi tưởng lại đoạn điệp khúc đáng nhớ của ca khúc đã góp phần giúp cho Lavigne trở nên thành danh trên toàn cầu. Cùng tạp chí, Catherine Walthall cho rằng sức chạy đường dài của "Sk8er Boi" có được là nhờ vào lời ca thẳng thắn của Lavigne và sức hấp dẫn của bài hát xứng đáng trở thành một bài thánh ca về tuổi mới lớn. Alexis Petridis của The Guardian và Elizabeth Scarlett của Classic Rock cùng ca ngợi cách tiếp cận mới mẻ và thân thiện với lứa tuổi mới lớn của bài hát. Riêng Scarlett thì để ý sức ảnh hưởng của "Sk8er Boi" trong tiểu văn hóa emo và nhấn mạnh ý nghĩa của một mối quan hệ thất bại với các thế hệ sau này. Mike Rampton của Kerrang! mô tả bài hát là một kiệt tác nhạc pop punk với chủ đề bi kịch lãng mạn mang tầm vóc của nhà văn William Shakespeare, trong khi Terry Bezer từ Screen Rant thì khẳng định vị thế của "Sk8er Boi" là biểu tượng cho vị trí độc nhất của Lavigne với tư cách là "nữ hoàng nhạc pop punk".

## Diễn biến thương mại
Sau khi được phát hành trên các đài phát thanh tại Hoa Kỳ, "Sk8er Boi" xuất hiện trên bảng xếp hạng Billboard Hot 100 ở vị trí thứ 72. Bài hát đạt cao nhất ở hạng 10 trong tuần lễ ngày 2 tháng 11 năm 2002. "Sk8er Boi" đạt hạng nhất trên bảng xếp hạng phát thanh Mainstream Top 40, và được Billboard công bố đạt chứng nhận BDS từ Nielsen Broadcast Data Systems ở cột mốc 100.000 lượt phát thanh trong số phát hành ngày 21 tháng 12 năm 2002. Tính đến năm 2024, Hiệp hội Công nghiệp Ghi âm Hoa Kỳ (RIAA) chứng nhận cho "Sk8er Boi" đĩa 3× Bạch kim, tương đương 3.000.000 bản thuần được tiêu thụ. Trong khi đó, video đĩa đơn "I'm with You"/"Sk8er Boi" được RIAA chứng nhận đĩa Bạch kim vào năm 2003, tương đương 50.000 đơn vị. Tương tự tại Canada, "Sk8er Boi" tuy chỉ đạt hạng 29 trên bảng xếp hạng tải nhạc số, nhưng lại đứng thứ nhất và thứ nhì lần lượt trên các bảng xếp hạng phát thanh tổng hợp và phát thanh hit đương đại tại quốc gia này. Năm 2024, bài hát được Music Canada chứng nhận đĩa 3× Bạch kim.
Phía bên nước Úc, "Sk8er Boi" ra mắt ở hạng 3 và giữ vị trí này hai tuần liên tiếp. Bài hát được Hiệp hội Công nghiệp ghi âm Úc chứng nhận đĩa Bạch kim. Tại New Zealand, "Sk8er Boi" ra mắt ở hạng 46 và đạt hạng 2 vào tuần trụ hạng ngày 8 tháng 12 năm 2002. Năm 2023, Recorded Music NZ chứng nhận cho bài hát đĩa Bạch kim kép. "Sk8er Boi" đạt hạng 3, hạng 7 và hạng 8 lần lượt trên bảng xếp hạng đĩa đơn các quốc gia Ireland, Scotland và Anh Quốc. Năm 2024, Hiệp hội Công nghiệp Ghi âm Anh chứng nhận cho bài hát đĩa Bạch kim kép. Ngoài ra, "Sk8er Boi" còn vươn lên top 10 trên các bảng xếp hạng âm nhạc ở những quốc gia và vùng lãnh thổ như Croatia (6), Hà Lan (6), Áo (7), vùng Vlaanderen của Bỉ (7), Ý (8), châu Âu (9) và Romania (9).

## Video âm nhạc

### Bối cảnh và nội dung
Video âm nhạc (MV) "Sk8er Boi" được đạo diễn bởi Francis Lawrence. Lavigne có mặt để ghi hình MV trong hai ngày 27 và 28 tháng 7 năm 2002. Ngày thứ nhất, nữ ca sĩ thực hiện các cảnh quay phim bên trong một tòa nhà bỏ trống đóng vai trò là "trung tâm chỉ huy" của ban nhạc trước khi đến buổi biểu diễn trên phố. Ngày thứ hai là ngày ghi hình buổi hòa nhạc của Lavigne tại ngã tư của 7th St và S Spring St ở trung tâm Los Angeles. Bối cảnh MV "Sk8er Boi" ngày hôm đó được xây dựng bằng cách tuyên truyền quảng bá cho những cư dân Los Angeles tò mò đến làm quần chúng. Những người trượt ván và đi xe BMX truyền bá thông tin về buổi biểu diễn đường phố của Lavigne bằng cách phun sơn hình ngôi sao tượng trưng cho biểu tượng của "Sk8er Boi" và đến lúc bắt đầu ghi hình, khu vực ngã tư tràn ngập những người tham gia nhiệt tình.
Trang phục của Lavigne trong MV "Sk8er Boi" gồm một vòng tay đinh tán, quần rộng thùng thình, giày Converse và áo phông xanh lục họa tiết chữ vàng từ trường tiểu học Wilkesboro ở North Carolina nhưng được mua từ một cửa hàng tiết kiệm ở thành phố New York. Chiếc cà vạt kẻ sọc mà nữ ca sĩ đeo trong MV được lấy từ tủ quần áo của cha cô. Nội dung MV "Sk8er Boi" hoàn toàn không liên quan đến cốt truyện trong bài hát, chỉ tập trung vào một buổi hòa nhạc ngẫu hứng do Lavigne tổ chức tại một ngã tư đường phố ở Los Angeles. MV bắt đầu bằng cảnh một số người bạn và thành viên ban nhạc của Lavigne quảng bá buổi hòa nhạc thông qua graffiti, tờ rơi, thư điện tử và áp phích. Lavigne và ban nhạc của cô đến địa điểm và bắt đầu biểu diễn trên nóc xe. Đám đông nhanh chóng tụ tập lại và quẩy rock theo nữ ca sĩ. Cuối MV, nhiều xe cảnh sát và một chiếc trực thăng đến để giải tán đám đông. Lavigne đập vỡ kính chắn gió của chiếc xe mà mình đang đứng bằng guitar. Sau đó, nữ ca sĩ ném cây đàn guitar xuống đường và nhìn lên chiếc trực thăng. Mike Rampton của Kerrang! cho biết phân cảnh nữ ca sĩ nhìn lên trực thăng được cắt làm ảnh bìa đĩa đơn "Sk8er Boi".

### Công chiếu và đón nhận
Ngày 20 tháng 8 năm 2002, MTV phát sóng hậu trường thực hiện MV "Sk8er Boi" qua chương trình Making the Video. Sang ngày 22 tháng 8, MV chính thức của "Sk8er Boi" được công chiếu trên chương trình Total Request Live hướng đến đối tượng thanh thiếu niên của MTV. Công chiếu được hai ngày, MV "Sk8er Boi" nhảy vọt lên hạng đầu tiên trên bảng xếp hạng Total Request Live. Ngày 27 tháng 8 năm 2002, MTV tiếp tục công chiếu "Sk8er Boi" cùng hậu trường trên các kênh lớn chính thức của mình. Nhiều người đã từng đặt mua chiếc áo thun xanh lục họa tiết vàng từ trường Wilkesboro giống như Lavigne đã mặc trong MV, vốn chưa chưa từng được bán trong 4 năm. Elysa Gardner từ USA Today đánh giá MV "Sk8er Boi" hấp dẫn "nhiều cô gái tuổi teen và thuyết phục cha mẹ của họ hơn" là những nỗ lực gây sốc như hai nữ ca sĩ Britney Spears và Madonna. Ngày 28 tháng 8 năm 2003, MV "Sk8er Boi" nhận về một đề cử Video pop xuất sắc nhất tại giải Video âm nhạc của MTV năm 2003. MV được bình chọn là một trong những video hay nhất thập kỷ trên Total Request Live. BT Vision xếp "Sk8er Boi" ở vị trí thứ 3 trong danh sách "video âm nhạc xuất sắc nhất thập kỷ" tại Anh.

## Biểu diễn trực tiếp và sử dụng

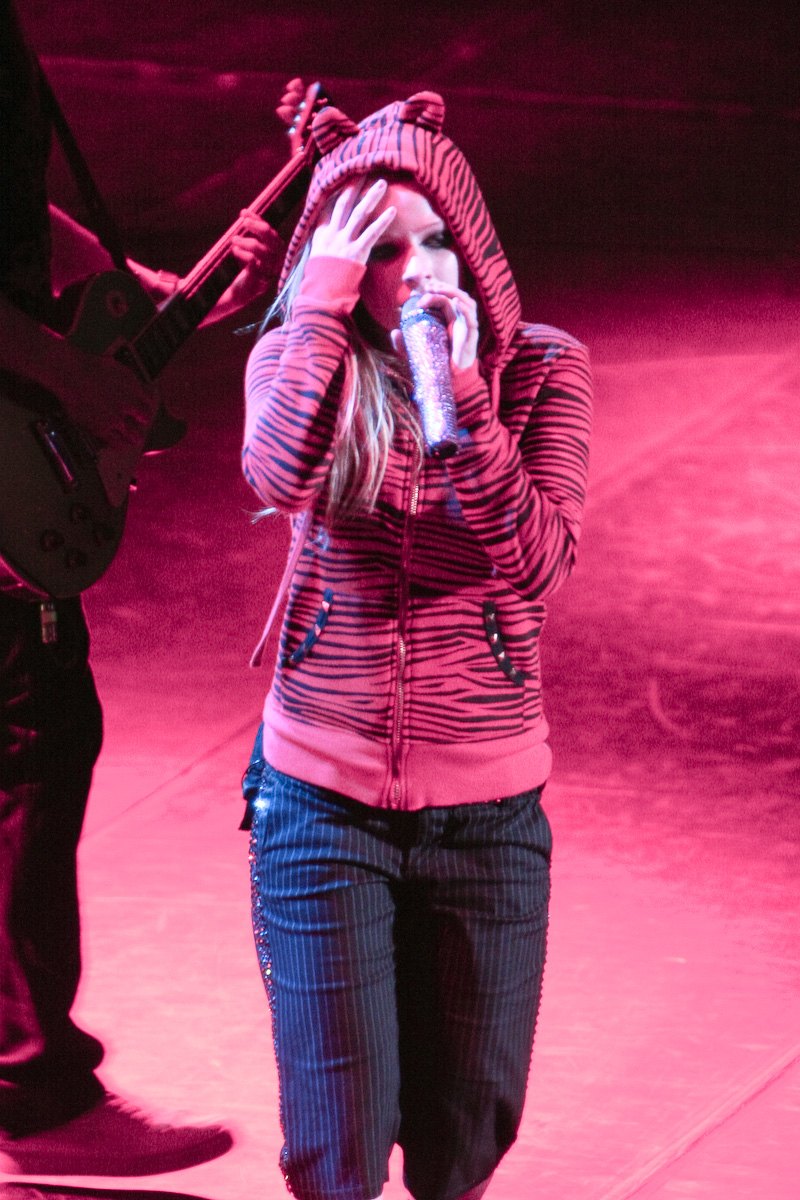
Lavigne biểu diễn "Sk8er Boi" tại The Best Damn Tour (2008).

Phỏng vấn với Billboard vào năm 2007, Lavigne cho biết "Sk8er Boi" là một bài hát cô luôn yêu thích biểu diễn trực tiếp và tái sử dụng chất liệu cho những sáng tác sau này, vì "bài hát đó luôn sôi động trên sân khấu và tôi cảm thấy đó chính là tôi." Ngày 29 tháng 8 năm 2002, cô biểu diễn rút gọn hai bài "Complicated" và "Sk8er Boi" trước chương trình giải Video âm nhạc của MTV năm 2002 trên sân khấu Radio City. Đầu tháng 10 năm 2002, nữ ca sĩ góp mặt trên chương trình tọa đàm Late Show with David Letterman để biểu diễn bài hát. Lavigne mở màn giải thưởng Âm nhạc Billboard năm 2002 bằng liên khúc "Sk8er Boi" và "Complicated". Cô trình diễn "Sk8er Boi" tại giải Grammy lần thứ 45, nơi cô nhận được một đề cử cho bài hát. Ngày 20 tháng 2 năm 2003, Lavigne góp mặt tại giải Brit 2003 để trình diễn mở màn "Sk8er Boi".
"Sk8er Boi" xuất hiện trong danh sách tiết mục của toàn bộ chuyến lưu diễn lớn do Lavigne chủ trì: Try to Shut Me Up Tour (2002–03), Live by Surprise Tour (2004), Bonez Tour (2004–05), The Best Damn Tour (2008), Black Star Tour (2011–12), The Avril Lavigne Tour (2013–14), Head Above Water Tour (2019), Love Sux Tour (2022–23) và Greatest Hits Tour (2024–25). Năm 2007, nghệ sĩ Eurodance người Đức Cascada đã hát lại "Sk8er Boi" và phát hành trong album phòng thu thứ hai Perfect Day của họ. Bài hát từng được nhiều nghệ sĩ cover lại như ca sĩ queer Weston Allen, Conan Gray, Machine Gun Kelly (đoạn riff), Huening Kai từ nhóm nhạc nam Hàn Quốc Tomorrow X Together và Yoon từ nhóm nhạc nữ Hàn Quốc STAYC. Rapper người Mỹ Ashnikk từng viết lại lời bài hát "Sk8er Boi" và phát hành với tên gọi là "L8r Boi" trong mixtape Demidevil. Năm 2023, ban nhạc rock Simple Plan cover "Sk8er Boi" tại lễ hội âm nhạc When We Were Young, nơi Lavigne cũng bất ngờ xuất hiện và trình diễn bài hát.
Cuối tháng 5 năm 2003, đội ngũ của Lavigne công bố Paramount Pictures lựa chọn chuyển thể "Sk8er Boi" thành một bộ phim truyện dài tập do nhà biên kịch David Zabel đảm nhận, còn MTV Films thì cùng Alphaville Films phụ trách sản xuất. Lavigne từng xuất hiện và biểu diễn "Sk8er Boi" trong loạt phim hài kịch tình huống Sabrina – Cô phù thủy nhỏ mùa 7, phát sóng trên đài ABC. Tuy nhiên, màn trình diễn nữ ca sĩ hoàn toàn bị cắt bỏ khỏi phương tiện DVD của chương trình truyền hình. Bài hát xuất hiện ở tập 2 mang tựa đề "The Promise" trong mùa 3 của loạt phim truyền hình Cold Case. "Sk8er Boi" còn góp mặt trong tập phim "Get Some" của loạt phim ngắn tập Generation Kill do nhân vật Josh Ray Person cover. Bài hát xuất hiện trong các trò chơi điện tử như Elite Beat Agents, Rock Revolution, SingStar Pop và Just Dance 2024 Edition.

## Thành tựu và giải thưởng
Sau khi "Sk8er Boi" phát hành, skater boi trở thành thuật ngữ đại chúng. Screen Rant xếp bài hát ở vị trí thứ 8 trong danh sách 15 bài hát pop punk định nghĩa nên thể loại, trong khi Spin bình chọn ca khúc ở vị trí thứ 5 trong danh sách 21 điệp khúc pop punk xuất sắc nhất thế kỷ 21. Billboard xếp "Sk8er Boi" ở vị trí thứ 3 trong danh sách bài hát xuất sắc nhất năm 2002 của họ, còn Cleveland.com thì đặt bài hát ở hàng thứ 25 trong danh sách 100 ca khúc pop punk xuất sắc nhất. "Sk8er Boi" góp mặt trong danh sách bài hát xuất sắc nhất của Lavigne theo Grammy, American Songwriter (thứ 1), The Tab (thứ 3), AOL Radio (thứ 4) và Digital Spy (thứ 4).
"Sk8er Boi" được đề cử giải Grammy cho trình diễn giọng rock nữ xuất sắc nhất tại lễ trao giải thường niên lần thứ 45. Bài hát thắng hai giải tại giải Video MuchMusic năm 2003 gồm Video quốc tế xuất sắc nhất của nghệ sĩ Canada và Lựa chọn của mọi người: Nghệ sĩ được yêu thích nhất.
| Lễ trao giải                                     | Hạng mục                                            | Kết quả   | Nguồn   |
| ------------------------------------------------ | --------------------------------------------------- | --------- | ------- |
| Giải Grammy lần thứ 45                           | Trình diễn giọng rock nữ xuất sắc nhất              | Đề cử     | [ 98 ]  |
| Giải Video âm nhạc của MTV                       | Video pop xuất sắc nhất                             | Đề cử     | [ 94 ]  |
| Giải Video MuchMusic                             | Video quốc tế xuất sắc nhất của nghệ sĩ Canada      | Đoạt giải | [ 127 ] |
| Giải Video MuchMusic                             | Lựa chọn của mọi người: Nghệ sĩ được yêu thích nhất | Đoạt giải | [ 127 ] |
| Giải Sự lựa chọn của trẻ em của kênh Nickelodeon | Bài hát được yêu thích nhất                         | Đoạt giải | [ 128 ] |
| Giải thưởng Âm nhạc của Radio Disney             | Bài hát để chơi guitar tưởng tượng xuất sắc nhất    | Đoạt giải | [ 129 ] |
| Giải thưởng Âm nhạc của Radio Disney             | Video tuyệt vời nhất                                | Đề cử     | [ 129 ] |
| Giải SOCAN                                       | Giải thưởng Âm nhạc Pop/Rock                        | Đoạt giải | [ 126 ] |
| Giải Sự lựa chọn của giới trẻ                    | Âm nhạc được lựa chọn – Đĩa đơn                     | Đoạt giải | [ 130 ] |

## Danh sách bài hát
| - DVD Hoa Kỳ 1. "I'm with You" 2. "Sk8er Boi" 3. "Behind-the-Scenes Footage" 4. "Let Go TV Spots" - CD Úc 1. "Sk8er Boi" – 3:23 2. "Get over It" – 3:27 3. "Nobody's Fool" (live in Vancouver for Z95) – 3:58 - CD châu Âu (tiêu chuẩn) 1. "Sk8er Boi" – 3:23 2. "Get over It" – 3:27 | - CD châu Âu (tăng cường) và Anh Quốc 1. "Sk8er Boi" – 3:23 2. "Get over It" – 3:27 3. "Nobody's Fool" (live in Vancouver for Z95) – 3:58 4. "Sk8er Boi" (video) – 3:38 - Cassette Anh Quốc 1. "Sk8er Boi" – 3:23 2. "Get over It" – 3:27 3. "Nobody's Fool" (live in Vancouver for Z95) – 3:58 |

## Đội ngũ sản xuất
Thông tin phần ghi công được lấy từ ghi chú CD đĩa đơn của bài hát.
Địa điểm
- Thu âm: Decoy Studios tại Valley Village, California.
- Thu âm phần trống: Real Music Studios tại Los Angeles, California.
- Trộn âm: South Beach Studios tại Miami, Florida.

Đội ngũ
- Giọng hát chính – Avril Lavigne
- Sáng tác – Avril Lavigne, Lauren Christy, Scott Spock, Graham Edwards
- Sản xuất, biên khúc, thu âm và giọng hát bổ sung – The Matrix
- Thu âm phần trống – Mark Howard
- Trộn âm – Tom Lord-Alge
- Hỗ trợ – Femio Hernandez
- Biểu diễn guitar – Corky James
- Biểu diễn trống – Victor Indrizzo

## Bảng xếp hạng
| Bảng xếp hạng (2002–2003)            | Vị trí cao nhất |
| ------------------------------------ | --------------- |
| Úc (ARIA)                            | 3               |
| Áo (Ö3 Austria Top 40)               | 7               |
| Bỉ (Ultratop 50 Flanders)            | 7               |
| Bỉ (Ultratop 50 Wallonia)            | 23              |
| Canada (Nielsen SoundScan)           | 29              |
| Canada Radio (Nielsen BDS)           | 2               |
| Canada AC (Nielsen BDS)              | 28              |
| Canada CHR/Top 40 (Nielsen BDS)      | 1               |
| Croatia (HRT)                        | 6               |
| Cộng hòa Séc (IFPI)                  | 15              |
| Đan Mạch (Tracklisten)               | 11              |
| Châu Âu (European Hot 100 Singles)   | 9               |
| Pháp (SNEP)                          | 28              |
| Đức (GfK)                            | 18              |
| Hy Lạp (IFPI)                        | 12              |
| Ireland (IRMA)                       | 3               |
| Ý (FIMI)                             | 8               |
| Hà Lan (Dutch Top 40)                | 6               |
| Hà Lan (Single Top 100)              | 11              |
| New Zealand (Recorded Music NZ)      | 2               |
| Na Uy (VG-lista)                     | 14              |
| Romania (Romanian Top 100)           | 9               |
| Scotland (OCC)                       | 7               |
| Thụy Điển (Sverigetopplistan)        | 12              |
| Thụy Sĩ (Schweizer Hitparade)        | 17              |
| Anh Quốc (OCC)                       | 8               |
| Hoa Kỳ Billboard Hot 100             | 10              |
| Hoa Kỳ Adult Pop Airplay (Billboard) | 23              |
| Hoa Kỳ Pop Airplay (Billboard)       | 1               |

| Bảng xếp hạng (2002)                 | Vị trí |
| ------------------------------------ | ------ |
| Úc (ARIA)                            | 38     |
| Canada (Nielsen SoundScan)           | 169    |
| Canada Radio (Nielsen BDS)           | 54     |
| Ireland (IRMA)                       | 75     |
| Anh Quốc (OCC)                       | 165    |
| Hoa Kỳ Billboard Hot 100             | 96     |
| Hoa Kỳ Adult Top 40 (Billboard)      | 93     |
| Hoa Kỳ Mainstream Top 40 (Billboard) | 41     |

| Bảng xếp hạng (2003)                 | Vị trí |
| ------------------------------------ | ------ |
| Úc (ARIA)                            | 86     |
| Áo (Ö3 Austria Top 40)               | 52     |
| Bỉ (Ultratop 50 Flanders)            | 63     |
| Bỉ (Ultratop 50 Wallonia)            | 100    |
| Ireland (IRMA)                       | 56     |
| Hà Lan (Dutch Top 40)                | 55     |
| Hà Lan (Single Top 100)              | 79     |
| Romania (Romanian Top 100)           | 54     |
| Thụy Điển (Sverigetopplistan)        | 82     |
| Anh Quốc (OCC)                       | 160    |
| Hoa Kỳ Mainstream Top 40 (Billboard) | 84     |

## Chứng nhận
| Quốc gia | Chứng nhận  | Số đơn vị/doanh số chứng nhận |
| --- | ----------- | ----------------------------- |
| Úc (ARIA) | Bạch kim    | 70.000^                       |
| Brasil (Pro-Música Brasil) | Bạch kim    | 60.000*                       |
| Canada (Music Canada) | 3× Bạch kim | 240.000‡                      |
| Đan Mạch (IFPI Đan Mạch) | Vàng        | 45.000‡                       |
| Đức (BVMI) | Vàng        | 250.000‡                      |
| New Zealand (RMNZ) | 2× Bạch kim | 60.000‡                       |
| Anh Quốc (BPI) | 2× Bạch kim | 1.200.000‡                    |
| Hoa Kỳ (RIAA) | 3× Bạch kim | 3.000.000‡                    |
| Hoa Kỳ (RIAA) Dành cho đĩa đơn video, kết hợp với "I'm with You"                                                                               | Bạch kim    | 50.000^                       |
| * Chứng nhận dựa theo doanh số tiêu thụ. ^ Chứng nhận dựa theo doanh số nhập hàng. ‡ Chứng nhận dựa theo doanh số tiêu thụ và phát trực tuyến. |             |                               |